# Janggye-myeon
Janggye-myeon (koreanska: 장계면) är en socken i kommunen Jangsu-gun i provinsen Norra Jeolla i den södra delen av Sydkorea, 210 km söder om huvudstaden Seoul.